# Liste der Mitglieder der American Academy of Arts and Sciences/1977
Im Jahr 1977 wählte die American Academy of Arts and Sciences 124 Personen zu ihren Mitgliedern.

## Neugewählte Mitglieder
- Kōbō Abe (1924–1993)
- Anthony Guy Amsterdam (* 1935)
- Francisco José Ayala (1934–2023)
- Neil Bartlett (1932–2008)
- Stephan Berko (1924–1991)
- Armand Borel (1923–2003)
- Raymond Boudon (1934–2013)
- Glen Warren Bowersock (* 1936)
- Edward Arthur Boyse (1923–2007)
- Martin Bronfenbrenner (1914–1997)
- Frank Edward Brown (1908–1988)
- Robert William Burchfield (1923–2004)
- Huntington Cairns (1904–1985)
- Sarah Caldwell (1924–2006)
- Dorwin Philip Cartwright (1915–2008)
- Emery Neal Castle (1923–2017)
- Owen Chadwick (1916–2015)
- William Wallace Cleland (1930–2013)
- Clyde Hamilton Coombs (1912–1988)
- Roger Conant Cramton (1929–2017)
- Bryce Low Crawford (1914–2011)
- John Grenfell Crawford (1910–1984)
- Sumner McKnight Crosby (1909–1982)
- Wilbur Bayley Davenport (1920–2003)
- Hans Georg Dehmelt (1922–2017)
- Edward Fulton Denison (1915–1992)
- Richard Doll (1912–2005)
- Anthony Downs (1930–2021)
- Samuel James Eldersveld (1917–2010)
- John Huxtable Elliott (1930–2022)
- Samuel Epstein (1919–2001)
- George Feher (1924–2017)
- Martin Stuart Feldstein (1939–2019)
- Ernst Otto Fischer (1918–2007)
- Lawrence M. Friedman (* 1930)
- Stanley Marion Garn (1922–2007)
- Eleanor Jack Gibson (1910–2002)
- James Jerome Gibson (1904–1979)
- Eli Ginzberg (1911–2002)
- Avram Jacob Goldberg (1930–2022)
- Irving Hyman Goldberg (1926–2022)
- Arthur Stanley Goldberger (1930–2009)
- Jeffrey Goldstone (* 1933)
- Lee Grodzins (1926–2025)
- François Gros (1925–2022)
- Roger Charles Louis Guillemin (1924–2024)
- James Edward Gunn (* 1938)
- John Battiscombe Gunn (1928–2008)
- Patrick Dewes Hanan (1927–2014)
- David Harker (1906–1991)
- Amos Henry Hawley (1910–2009)
- Earl Orel Heady (1916–1987)
- Edgar Heilbronner (1921–2006)
- Elwood Henneman (1915–1996)
- Richard Julius Herrnstein (1930–1994)
- Maurice Ralph Hilleman (1919–2005)
- Eric Donald Hirsch (* 1928)
- Fred Walter Householder (1913–1994)
- Herbert Hiram Hyman (1918–1985)
- Philip Cortelyou Johnson (1906–2005)
- Nicholas Kaldor (1908–1986)
- George Joseph Kane (1916–2008)
- Robert Ernest Keeton (1919–2007)
- Arthur Kelman (1918–2009)
- Bernard MacGregor Walker Knox (1914–2010)
- Saul Krugman (1911–1995)
- Philip Alden Kuhn (1933–2016)
- William Edward Leuchtenburg (1922–2025)
- Elma Ina Lewis (1921–2004)
- Richard Siegmund Lindzen (* 1940)
- Theodore Jay Lowi (1931–2017)
- Guido Majno (1922–2010)
- Golo Mann (1909–1994)
- Ruth Barcan Marcus (1921–2012)
- Georges Claude May (1920–2003)
- Robert McCredie May (1936–2020)
- David Henry Peter Maybury-Lewis (1929–2007)
- John Maynard Smith (1920–2004)
- Edwin McClellan (1925–2009)
- William James McCune (1915–2017)
- Daniel Little McFadden (* 1937)
- John Williams Mellor (* 1928)
- Warren Edward Miller (1924–1999)
- Richard Brandon Morris (1904–1989)
- Emil Marcel Mrak (1901–1987)
- Walter Francis Murphy (1929–2010)
- Daniel Nathans (1928–1999)
- Elizabeth Fondal Neufeld (* 1928)
- Susumu Ohno (1928–2000)
- Ernst Julius Öpik (1893–1985)
- Mary Jane Osborn (1927–2019)
- Albert Warner Overhauser (1925–2011)
- P. James E. Peebles (* 1935)
- Courtland Davis Perkins (1912–2008)
- David Dodd Perkins (* 1928)
- Dean Freeman Peterson (1913–1989)
- John R. Platt (1918–1992)
- Mark Steven Ptashne (* 1940)
- Peter Hamilton Raven (* 1936)
- Irwin Allan Rose (1926–2015)
- Frank Sherwood Rowland (1927–2012)
- Francis Hugh Ruddle (1929–2013)
- Norman Burston Ryder (1923–2010)
- Wallace Leslie William Sargent (1935–2012)
- Robert Tod Schimke (1932–2014)
- George Edward Schuh (1930–2008)
- John Rogers Searle (* 1932)
- Edward George Seidensticker (1921–2007)
- Ignazio Silone (1900–1978)
- Nathan Sivin (1931–2022)
- Peter Pitirimovich Sorokin (1931–2015)
- Arthur Leonard Stinchcombe (1933–2018)
- Donald Elkinton Stokes (1927–1997)
- Andrew Streitwieser (1927–2022)
- Peter Albert Strittmatter (* 1939)
- Michael Sullivan (1916–2013)
- Verner Edward Suomi (1915–1995)
- Tony Swain (1922–1987)
- Marthe Louise Vogt (1903–2003)
- Paul Edward Waggoner (1923–2022)
- Eugen Joseph Weber (1925–2007)
- Carl Ray Woodring (1919–2009)
- Tai Tsun Wu (1933–2024)
- Kōsaku Yosida (1909–1990)